# Edafe Egbedi
Edafe Egbedi, född 5 augusti 1993, är en nigeriansk fotbollsspelare som spelar för Borstahusens BK.

## Karriär
Inför säsongen 2012 värvades Egbedi av danska AGF Århus, där han skrev på ett kontrakt fram till sommaren 2015. Egbedi debuterade i Superligaen den 2 maj 2012 i en 2–1-vinst över Lyngby BK, där han blev inbytt i den 70:e minuten mot Søren Berg. I augusti 2014 lånades Egbedi ut till Skive IK.
I mars 2015 värvades Egbedi av Prespa Birlik. Han spelade 24 matcher och gjorde sex mål i Division 2 2015. Säsongen 2016 spelade Egbedi 26 matcher och gjorde sju mål.
I november 2016 värvades Egbedi av Landskrona BoIS. I november 2017 förlängde han sitt kontrakt med ett år. I juni 2018 förlängde Egbedi sitt kontrakt fram över säsongen 2019. I januari 2019 värvades han av Norrby IF. Efter säsongen 2020 lämnade Egbedi klubben. I januari 2021 gick han till Österlen FF.
Inför säsongen 2022 gick Egbedi till division 2-klubben Ariana FC. Inför säsongen 2023 gick han till IFK Malmö. I mars 2024 gick Egbedi till division 4-klubben Borstahusens BK.